# Сердцебиение (альбом)
«Сердцебиение» — четвёртый студийный альбом российской певицы Юлии Савичевой, выпущенный 27 октября 2012 года компанией «Монолит Рекордс». Издание содержит буклет с фотографиями и дополнительной информацией. На диске представлено 14 композиций, а также два ремикса на песни «Москва-Владивосток» и «Сердцебиение». На семь песен этого альбома были сняты видеоклипы: «Корабли» (при участии группы «Т9»), «Москва — Владивосток», «Скажи мне, что такое любовь», «Отпусти (совместно с Джиганом)», «Сердцебиение», «Юлия» и «Я так тебя жду». Альбом получил положительные отзывы критиков.

## История выхода альбома
Первые синглы из альбома «Goodbye, Любовь» и «Корабли» (совместно с группой T9) были выпущены в 2009 году. Сама запись пластинки держалась в секрете. В июне 2010 года вышел третий сингл из грядущего альбома «Москва-Владивосток». Автором музыки выступил продюсер Юлии Савичевой Максим Фадеев, а текст написала солистка группы Serebro Ольга Серябкина. В конце июня, после завершения гастрольного тура певицы по Дальнему Востоку, начались съёмки клипа. Режиссёром видео выступил Юрий Курохтин. 22 ноября на портале TopHit состоялась премьера композиции «Скажи мне, что такое любовь». Съёмки клипа начались незадолго до выхода самой песни. В первый съёмочный день была отснята танцевальная сцена, которую Юлия репетировала с хореографом Екатериной Решетниковой. Премьера клипа состоялась в январе 2011 года. В конце февраля того же года была записана песня «Отпусти» при участии рэпера Джигана. Видеоклип, набравший за три месяца около трёх миллионов просмотров на YouTube был снят незадолго до выхода композиции. 19 июня в торговом центре «Мега Химки» состоялась презентация этого сингла. На мероприятии артисты провели автограф-сессию, подписав диски для поклонников.
30 июля 2011 года на концерте Europa Plus Live состоялась концертная премьера заглавной песни альбома. В августе песня появилась на радио. 5 декабря состоялся премьерный показ клипа на канале Ello в YouTube. Съёмки видео заняли три месяца. Главную мужскую роль в клипе сыграл футболист Александр Зотов. Весной 2012 года вышла песня «Юлия». Композиция была записана с целью отыскать школьную подругу Юлии Савичевой, с которой певица давно потеряла связь. Девушки встретились во время съёмок клипа на эту песню. Премьера видео состоялась 13 июня на канале Ello.TV. Осенью 2012 года работа над альбомом подошла к концу. Певица сообщила, что в альбоме, помимо музыки, с помощью специального аппарата был записан ритм её сердцебиения. Релиз пластинки состоялся 27 октября 2012 года, а презентация — 31 октября в ресторане «Р. И. Ц. Карлсон». После выхода альбома певица отправилась в большой гастрольный тур с одноимённой концертной программой. 18 октября 2013 года на канале «Муз-ТВ» был показан клип на заключительный сингл с пластинки «Я так тебя жду». Автором композиции и режиссёром видео выступил Максим Фадеев.

## Реакция критиков
Дмитрий Прочухан с сайта Newsmuz.com дал диску положительную оценку, поставив ему 9 баллов из 10. Журналист отметил, что певица «в этот раз больше сконцентрировалась на танцевальных ритмах, а её голос подвергся в некоторых песнях компьютерной обработке». В таких случаях, как пишет Дмитрий, «вокал теряет свою прелесть», однако в случае с Юлией Савичевой её вокальные способности «не были задвинуты продюсером Максом Фадеевым на задний план, а раскрылись во всей красе». Рецензент назвал заглавную песню диска танцевальным хитом с прилипчивым припевом. Критиком было отмечено клубное звучание в песне «Я с тобой» при участии DJ Feel и сотрудничество с хип-хоп-исполнителями: «И если коллаборация с Джиганом в рамках работы над лиричной песней „Отпусти“ стала гармоничным дуэтом, то в песне „Корабли“ речитатив от Т9 диссонирует с мягкими поп-интонациями Юлии в припеве». Дмитрий также прокомментировал, что «танцевальные треки в альбоме умело разбавлены такими лиричными вещами как „Я так тебя жду“, более свойственными для раннего творчества Савичевой». «Выверенный трек-лист и россыпь хитов позволяют говорить о «Сердцебиении» как одном из лучших отечественных поп-релизов 2012 года» — написал журналист в заключение рецензии.
Алексей Мажаев из агентства InterMedia также положительно отозвался об альбоме, поставив ему оценку в 4 балла из 5, назвав его «редким видом» ввиду отсутствия интереса поп-артистов выпускать полноформатные пластинки. «„Сердцебиение“ возвращает слушателя в стародавние времена, когда альбом покупали, чтобы найти две-три хорошие песни, не попавшие в ротацию: лучшие из содержащихся здесь произведений радиохитами не стали», — писал критик. Алексей прокомментировал, что в песнях «Скажи мне, что такое любовь», «Я с тобой», «Юлия» и «Москва-Владивосток» вокальную харизму певицы скрыть не удалось, «но в задачу саунд-продюсеров это определенно входило». По мнению рецензента, песни «Привет, любовь моя» и «Goodbye, Любовь», написанные бывшим возлюбленным Юлии Савичевой Александром Аршиновым «мало чем примечательны», однако первая, по словам критика, могла бы оказаться в репертуаре певицы Валерии. Также Мажаев отметил, что песне «Отпусти» «совершенно не нужен Джиган», а «Кораблям» — «невнятный речитатив от „Т9“». Критик не обошёл вниманием и песни «Я так тебя жду», «Сумерки» и «Настя» авторства Максима Фадеева, в которых Юлия «наиболее органична и великолепна».

## Список композиций
| №   | Название                                                                      | Текст песни                                                                     | Музыка                                | Длительность |
| --- | ----------------------------------------------------------------------------- | ------------------------------------------------------------------------------- | ------------------------------------- | ------------ |
| 1.  | «Москва—Владивосток»                                                          | Максим Фадеев, Ольга Серябкина                                                  | М. Фадеев                             | 3:43         |
| 2.  | «Я так тебя жду»                                                              | М. Фадеев                                                                       | М. Фадеев                             | 4:39         |
| 3.  | «Юлия»                                                                        | Юрий Волев                                                                      | Александр Кнауэр, Ю. Волев            | 3:25         |
| 4.  | «Сердцебиение»                                                                | М. Фадеев, О. Серябкина                                                         | М. Фадеев                             | 3:29         |
| 5.  | «Сумерки»                                                                     | М. Фадеев                                                                       | М. Фадеев                             | 2:53         |
| 6.  | «Привет, любовь моя»                                                          | Юлия Савичева                                                                   | Александр Аршинов                     | 3:31         |
| 7.  | «Отпусти» (с Джиганом)                                                        | Джиган, Тимати                                                                  | Артём Умрихин, Роман Мясников         | 3:21         |
| 8.  | «Скажи мне, что такое любовь»                                                 | М. Фадеев, О. Серябкина                                                         | М. Фадеев                             | 3:48         |
| 9.  | «Goodbye, любовь»                                                             | Ю. Савичева                                                                     | А. Аршинов                            | 3:33         |
| 10. | «Настя»                                                                       | М. Фадеев                                                                       | М. Фадеев                             | 4:12         |
| 11. | «Я с тобой» (при участии DJ Feel)                                             | О. Серябкина                                                                    | DJ Feel (Филипп Беликов), А. Заморина | 3:49         |
| 12. | «Не уходи»                                                                    | А. Резников                                                                     | А. Резников                           | 3:59         |
| 13. | «Корабли» (при участии группы «T9»)                                           | Ирина Секачёва, Роман Любомиров, Владимир Солдатов, Марина Иванова, Максим Зуев | М. Фадеев                             | 4:25         |
| 14. | «Звезда» (при участии Максима Фадеева, группы «Serebro», Глюкозы, Дали и др.) | И. Секачёва                                                                     | М. Фадеев                             | 5:38         |
| 15. | «Москва—Владивосток (Harisma Remix)»                                          | М. Фадеев, О. Серябкина                                                         | М. Фадеев, Алексей Рогачёв            | 3:40         |
| 16. | «Сердцебиение (Hacker & Moriss Remix)»                                        | М. Фадеев, О. Серябкина                                                         | М. Фадеев, Hacker & Moriss            | 8:44         |

## Видеоклипы
- «Корабли» (с «Т9») (2010)
- «Москва – Владивосток» (2010)
- «Скажи мне, что такое любовь» (2011)
- «Отпусти» (с Джиганом) (2011)
- «Сердцебиение» (2011)
- «Юлия» (2012)
- «Я так тебя жду» (2013)

## Награды и номинации
| Год  | Премия                                     | Номинируемая работа  | Категория                       | Итог      | Прим.  |
| ---- | ------------------------------------------ | -------------------- | ------------------------------- | --------- | ------ |
| 2009 | Песня года                                 | «Goodbye, любовь»    | Лауреат                         | Победа    | [ 21 ] |
| 2010 | Золотой граммофон                          | «Москва—Владивосток» | Статуэтка «Золотого граммофона» | Номинация | [ 22 ] |
| 2010 | Песня года                                 | «Москва—Владивосток» | Лауреат                         | Победа    | [ 21 ] |
| 2010 | Радио Поток                                | «Москва—Владивосток» | Лучшие песни 2010 года          | Победа    | [ 23 ] |
| 2011 | Золотой граммофон                          | «Отпусти»            | Статуэтка «Золотого граммофона» | Победа    | [ 22 ] |
| 2011 | Золотой граммофон (Украина)                | «Москва—Владивосток» | Статуэтка «Золотого граммофона» | Победа    |        |
| 2011 | Красная звезда                             | «Отпусти»            | Лучшая песня                    | Победа    |        |
| 2011 | Песня года                                 | «Отпусти»            | Лауреат                         | Победа    | [ 21 ] |
| 2011 | Премия RU.TV                               | «Отпусти»            | Лучший дуэт                     | Номинация |        |
| 2011 | Fashion People Awards телеканала FashionTV | «Отпусти»            | Fashion дуэт                    | Победа    | [ 24 ] |
| 2011 | Love Radio Awards                          | «Отпусти»            | Дуэт года                       | Победа    | [ 25 ] |
| 2011 | ZD Awards                                  | «Отпусти»            | Дуэт года                       | Номинация | [ 26 ] |
| 2012 | Золотой граммофон                          | «Юлия»               | Статуэтка «Золотого граммофона» | Номинация | [ 22 ] |
| 2012 | Красная звезда                             | «Юлия»               | Лучшая песня                    | Победа    |        |
| 2012 | Песня года                                 | «Юлия»               | Лауреат                         | Победа    | [ 21 ] |
| 2012 | Премия Муз-ТВ                              | «Отпусти»            | Лучший дуэт                     | Номинация |        |
| 2012 | Русский Топ                                | «Сердцебиение»       | Лучший альбом года              | Номинация | [ 27 ] |